# Salettes (Drôme)
Salettes is een gemeente in het Franse departement Drôme (regio Auvergne-Rhône-Alpes) en telt 94 inwoners (1999). De plaats maakt deel uit van het arrondissement Nyons.

## Geografie
De oppervlakte van Salettes bedraagt 6,8 km², de bevolkingsdichtheid is 13,8 inwoners per km².

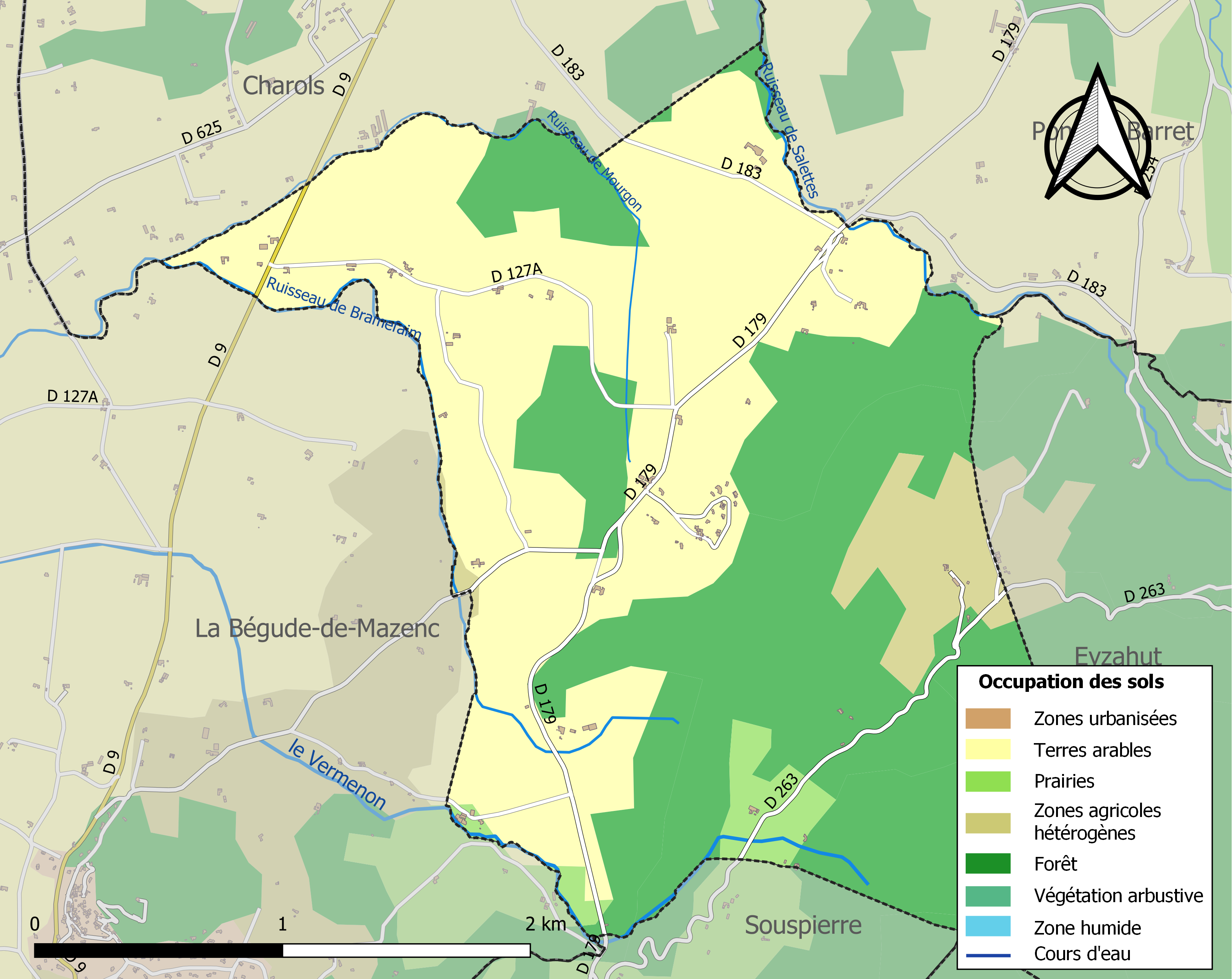
Kaart van de gemeente met belangrijkste infrastructuur, bodemgebruik en omliggende gemeenten

## Demografie
Onderstaande figuur toont het verloop van het inwonertal (bron: INSEE-tellingen).